# Debye-Hückel-ligningen
I plasmaer og elektrolytter beskriver Debye-Hückel-ligningen, hvordan det elektriske felt spreder sig pga. elektrisk skærmning; dvs. når ladninger udligner hinanden. Ligningen blev formuleret af Peter Debye og Erich Hückel i 1923.

## Ligningen
Debye-Hückel-ligningen er givet ved:
{\displaystyle \nabla ^{2}\varphi ={\frac {e^{2}\sum _{s}Z_{s}^{2}n_{s}^{\circ }}{\varepsilon k_{B}T}}\varphi -{\frac {\rho _{\text{ext}}}{\varepsilon }}}
hvor
- {\displaystyle \nabla } er nabla-operatoren
- {\displaystyle \varphi } er det elektriske potential, dvs. potentiel energi pr. ladning
- {\displaystyle e} er elementarladningen
- {\displaystyle s} er den enkelte type ladningsbærer
- {\displaystyle Z_{s}} er ladningstallet
- {\displaystyle n_{s}^{\circ }} er densiteten af den enkelte type, når potentialet er nul
- {\displaystyle \varepsilon } er den elektriske permittivitet
- {\displaystyle k_{B}} er Boltzmanns konstant
- {\displaystyle T} er temperaturen
- og {\displaystyle \rho _{\text{ext}}} er densiteten af eksterne ladninger.

Faktoren foran {\displaystyle \varphi } på højresiden skrives ofte som {\displaystyle \kappa ^{2}}, hvor {\displaystyle \kappa ^{-1}} er en karakteristisk længde kaldet Debye-længden.

## Udledning
Det elektriske felt {\displaystyle {\vec {E}}} fra en ladningsdensitetet {\displaystyle \rho } er generelt givet ved Gauss' lov:
{\displaystyle \nabla \cdot {\vec {E}}={\frac {\rho }{\varepsilon }}}
Det elektriske potential {\displaystyle \varphi }, dvs. potentiel energi pr. ladning, er relateret til det elektriske felt ved
{\displaystyle {\vec {E}}=-\nabla \varphi }
og derfor er det relateret til ladningsdensiteten ved en Poisson-ligning:
{\displaystyle \nabla ^{2}\varphi =-{\frac {\rho }{\varepsilon }}}
Plasma og elektrolytter består af mobile ladninger i form af ioner og elektroner. Densiteten {\displaystyle n_{s}} af hver af disse giver samlet ladningsdensiteten:
{\displaystyle \rho =e\sum _{s}Z_{s}n_{s}}
Indsættes udtrykket for ladningsdensiteten i relationen for det elektriske potential, ses det, at
{\displaystyle \nabla ^{2}\varphi =-{\frac {e}{\varepsilon }}\sum _{s}Z_{s}n_{s}}
Interaktionsenergien {\displaystyle E_{s}} mellem en ladningsbærer og det elektriske felt er givet ved:
{\displaystyle E_{s}=eZ_{s}\varphi }
Densiteten kan dermed findes vha. Boltzmann-fordelingen:
{\displaystyle n_{s}=n_{s}^{\circ }e^{-{\frac {E_{s}}{k_{B}T}}}=n_{s}^{\circ }e^{-{\frac {eZ_{s}\varphi }{k_{B}T}}}}
hvor {\displaystyle n_{s}^{\circ }} er densiteten, hvis potentialet er nul. Det antages her, at hele systemet har opnået termodynamisk ligevægt og dermed har samme temperatur {\displaystyle T} overalt. Dermed bliver ligningen for {\displaystyle \varphi }:
{\displaystyle \nabla ^{2}\varphi =-{\frac {e}{\varepsilon }}\sum _{s}Z_{s}n_{s}^{\circ }e^{-{\frac {eZ_{s}}{k_{B}T}}\varphi }}
Hvis der er eksterne ladninger {\displaystyle \rho _{\text{ext}}} kan de lægges til:
{\displaystyle \nabla ^{2}\varphi =-{\frac {e}{\varepsilon }}\sum _{s}Z_{s}n_{s}^{\circ }e^{-{\frac {eZ_{s}}{k_{B}T}}\varphi }-{\frac {\rho _{\text{ext}}}{\varepsilon }}}
Dette er Poisson-Boltzmann-ligningen. Ud fra denne differentialligning kan {\displaystyle \varphi } findes, skønt det ofte er nødvendigt at finde en numerisk løsning.
Alternativt kan differentialligningen simplificeres, hvis den elektrostatiske energi er meget mindre end den termiske energi:
{\displaystyle eZ_{s}\varphi \ll k_{B}T}
Eksponential-funktionen kan da tilnærmelsesvist skrives som en Taylor-ekspansion til første orden:
{\displaystyle e^{-{\frac {eZ_{s}\varphi }{k_{B}T}}}\approx 1-{\frac {eZ_{s}\varphi }{k_{B}T}}}
Poisson-Boltzmann-ligningen reducerer da til:
{\displaystyle \nabla ^{2}\varphi =-{\frac {e}{\varepsilon }}\sum _{s}Z_{s}n_{s}^{\circ }+{\frac {e}{\varepsilon }}\sum _{s}Z_{s}n_{s}^{\circ }{\frac {eZ_{s}\varphi }{k_{B}T}}-{\frac {\rho _{\text{ext}}}{\varepsilon }}}
Hvis systemet samlet set er elektrisk neutralt, giver den første sum nul:
{\displaystyle \sum _{s}Z_{s}n_{s}^{\circ }=0}
Differentialligningen er dermed:
{\displaystyle \nabla ^{2}\varphi ={\frac {e^{2}\sum _{s}Z_{s}^{2}n_{s}^{\circ }}{\varepsilon k_{B}T}}\varphi -{\frac {\rho _{\text{ext}}}{\varepsilon }}}
Dette er Debye-Hückel-ligningen, der er langt simplere at løse end Poisson-Boltzmann-ligningen. Uden eksterne ladninger har ligningen form som en Helmholtz-ligning. Mere kompakt skrives faktoren foran potentialet ofte som kappa kvadreret:
{\displaystyle \nabla ^{2}\varphi =\kappa ^{2}\varphi -{\frac {\rho _{\text{ext}}}{\varepsilon }}}
Jo større {\displaystyle \kappa ^{2}} er, jo hurtigere ændrer potentialet sig, og jo hurtigere svækkes den elektrostatiske interaktion. Den karakteristiske længde er dermed:
{\displaystyle \lambda _{D}=\kappa ^{-1}}
og altså
{\displaystyle \lambda _{D}={\sqrt {\frac {\varepsilon k_{B}T}{e^{2}\sum _{s}Z_{s}^{2}n_{s}^{\circ }}}}}
Dette kaldes Debye-længden. Det ses, at den falder, jo flere ladninger er i systemet, da de er skærmende. Den stiger derimod med temperatur, der introducerer mere uorden. Udtrykket kan forkortes ved at skrive
{\displaystyle \lambda _{D}=(4\pi \lambda _{B}\sum _{s}Z_{s}^{2}n_{s}^{\circ })^{-{\tfrac {1}{2}}}}
hvor {\displaystyle \lambda _{B}} er Bjerrum-længden.

## Løsninger
I det følgende præsenteres løsninger for udvalgte geometrier.

### Ladet væg
Potentialet ud for en elektrisk ladet væg er en vigtig løsning, da den fx kan bruges som model for en cellemembran, der er negativt ladet. Afstanden til væggen er i {\displaystyle z}-retningen, og for en uendelig væg er potentialet uafhængigt af {\displaystyle x} og {\displaystyle y}. Debye-Hückel-ligningen reduceres derfor til:
{\displaystyle {\frac {\partial ^{2}\varphi }{\partial z^{2}}}=\kappa ^{2}\varphi }
De eksterne ladninger er her fjernet, da de kan erstattes med passende grænsebetingelser. Den første betingelse er, at potentialet, pga. skærmningen, er nul langt fra den ladede væg:
{\displaystyle \lim _{z\rightarrow \infty }\varphi (z)=0}
Til den anden betingelse, kan det elektriske felt {\displaystyle E_{0}} ved en ladet væg uden skærmning, udledes vha. Gauss' lov
{\displaystyle E_{0}(z)={\frac {\sigma }{2\varepsilon }}}
hvor {\displaystyle \sigma } er ladningen pr. areal. Det elektriske felt peger kun i {\displaystyle z}-retningen. Lige ved væggen ({\displaystyle z=0}) har de frie ladninger endnu ikke skærmet væggen, hvilket derfor må være en grænsebetingelse:
{\displaystyle \left({\frac {\partial \varphi }{\partial z}}\right)_{z=0}=-E_{0}(0)=-{\frac {\sigma }{2\varepsilon }}}
Den generelle løsning til differentialligningen er en voksende og/ellers faldende ekspontiel funktion:
{\displaystyle \varphi (z)=A\mathrm {e} ^{\kappa z}+B\mathrm {e} ^{-\kappa z}}
hvor {\displaystyle A} og {\displaystyle B} er konstanter. Når {\displaystyle z} går mod uendelig, forsvinder det andet led, mens det første led vokser. Derfor må {\displaystyle A} være nul.
{\displaystyle \varphi (z)=B\mathrm {e} ^{-\kappa z}}
Potentialet er altså eksponentielt faldende. Den anden grænsebetingelse kan nu bruges:
{\displaystyle \left({\frac {\partial \varphi }{\partial z}}\right)_{z=0}=-B\kappa \mathrm {e} ^{-\kappa \cdot 0}=-{\frac {\sigma }{2\varepsilon }}}
Derfor er {\displaystyle B}
{\displaystyle B={\frac {\sigma }{2\varepsilon \kappa }}}
Hvilket giver løsningen:
{\displaystyle \varphi (z)={\frac {\sigma }{2\varepsilon \kappa }}\mathrm {e} ^{-\kappa z}}
Det elektriske felt er tilsvarende:
{\displaystyle E(z)={\frac {\sigma }{2\varepsilon }}\mathrm {e} ^{-\kappa z}}
Mens en uskærmet, ladet væg har et elektrisk felt med uendelig rækkevidde, faldet det skærmede elektriske felt altså eksponentielt. Den karakteristiske længde er som forventet Debye-længden.

### Ladet kugle og skal
Et andet relevant system er den ladede kugle eller skal (hul kugle), som kan bruges til at modellere runde partikler såsom virus-kapsider og ribosomer. Da dette problem er sfærisk kan nabla-operatoren skives med sfæriske koordinater:
{\displaystyle {\frac {1}{r^{2}}}{\frac {\partial }{\partial r}}\left(r^{2}{\frac {\partial \varphi }{\partial r}}\right)=\kappa ^{2}\varphi }
hvor de vinkelafhængige led er sat til nul, da kuglen er sfærisk symmetrisk. Dette kan omskrives:
{\displaystyle {\frac {1}{r^{2}}}{\frac {\partial }{\partial r}}\left(r^{2}{\frac {\partial }{\partial r}}\left({\frac {1}{r}}r\varphi \right)\right)={\frac {1}{r^{2}}}{\frac {\partial }{\partial r}}\left(r^{2}\left({\frac {1}{r}}{\frac {\partial }{\partial r}}(r\varphi )-{\frac {1}{r^{2}}}r\varphi \right)\right)={\frac {1}{r^{2}}}{\frac {\partial }{\partial r}}\left(r{\frac {\partial }{\partial r}}(r\varphi )-r\varphi \right)={\frac {1}{r^{2}}}\left({\frac {\partial }{\partial r}}(r\varphi )+r{\frac {\partial ^{2}}{\partial r^{2}}}(r\varphi )-{\frac {\partial }{\partial r}}(r\varphi )\right)={\frac {1}{r}}{\frac {\partial ^{2}}{\partial r^{2}}}(r\varphi )=\kappa ^{2}\varphi }
Dermed er Helmholtz-ligningen blevet genfundet med {\displaystyle r\varphi } som funktion:
{\displaystyle {\frac {\partial ^{2}}{\partial r^{2}}}(r\varphi )=\kappa ^{2}r\varphi }
Ligesom i det forrige eksempel er løsningen en eksponentialfunktion
{\displaystyle r\varphi (r)=B\mathrm {e} ^{-\kappa r}}
hvor grænsebetingelsen om, at potentialet skal være nul ved store afstande igen er anvendt. For at bestemme {\displaystyle B} ved kuglens overflade kan Gauss' lov igen anvendes. Det elektriske felt uden for kuglen har samme form som Coulombs lov:
{\displaystyle E_{0}(r)={\frac {Q}{4\pi \varepsilon }}{\frac {1}{r}}}
hvor {\displaystyle Q} er kuglens ladning. En ladet skal har det samme elektriske felt omkring sig. Den afledte til det skærmede potential er:
{\displaystyle {\frac {\partial \varphi }{\partial r}}=B{\frac {\partial }{\partial r}}\left({\frac {1}{r}}\mathrm {e} ^{-\kappa r}\right)=B\left(-{\frac {1}{r^{2}}}\mathrm {e} ^{-\kappa r}-{\frac {\kappa }{r}}\mathrm {e} ^{-\kappa r}\right)=-B\left({\frac {1}{r^{2}}}+{\frac {\kappa }{r}}\right)\mathrm {e} ^{-\kappa r}}
Ved overfladen er {\displaystyle r} lig med kuglens radius {\displaystyle R}, og {\displaystyle B} kan dermed findes.
{\displaystyle {\begin{aligned}\left({\frac {\partial \varphi }{\partial r}}\right)_{r=R}&=-E_{0}(R)=-{\frac {Q}{4\pi \varepsilon }}{\frac {1}{R}}\\-B\left({\frac {1}{R^{2}}}+{\frac {\kappa }{R}}\right)\mathrm {e} ^{-\kappa R}&=-{\frac {Q}{4\pi \varepsilon }}{\frac {1}{R}}\\B\left(1+R\kappa \right)\mathrm {e} ^{-\kappa R}&={\frac {QR}{4\pi \varepsilon }}\\B&={\frac {QR}{4\pi \varepsilon (1+R\kappa )}}\mathrm {e} ^{\kappa R}\end{aligned}}}
Det skærmede potential omkring en ladet kugle eller skal er altså:
{\displaystyle \varphi (r)={\frac {Q}{4\pi \varepsilon }}{\frac {\mathrm {e} ^{\kappa R}}{{\frac {1}{R}}+\kappa }}{\frac {1}{r}}\mathrm {e} ^{-\kappa r}}
Det ses, at der er en eksponentielt faldende faktor ligesom ved den ladede væg, men også en faktor der er omvendt proportional med afstanden. Potentialet har dermed samme form som Yukawa-potentialet.